# 湊八幡神社
湊八幡神社（みなとはちまんじんじゃ）は、兵庫県神戸市兵庫区に鎮座する神社（八幡宮）である。

## 祭神
応神天皇（八幡神）

## 歴史
神功皇后が三韓征伐の途中に摂津国岡野村に立ち寄られた時、その地の霊石を求めて応神天皇のご誕生の延期を祈ると通じた。
後にその霊石を岡野村より迎えて一社を建て、湊玉生八幡と称した。
- 天和年間（1681年～1684年）、荒廃していた社殿を奉行河野通政の援助と崇敬者の助力により社殿を建立。
- 嘉永元年（1848年）再建。
- 明治6年（1873年）村社に列す。
- 大正4年（1915年）10月9日神饌幣帛共進社に指定される。
- 昭和20年（1945年）3月の神戸大空襲で焼失。
- 昭和32年（1957年）～昭和37年（1962年）社殿を再建。

## 境内
- 稲荷神社　稲倉魂神
- 金刀比羅神社　大物主神

- 迷い子のしるべ石　　警察活動の行き届かない時代に、迷子さがしの方法として考えられた建て石。

## 年間行事
- 元旦祭（1月1日）
- 厄除大祭（1月18日、19日）　毎年1月18日～19日に行われる厄除大祭には遠近問わず多くの参拝者で賑わう。
- 例祭（9月14日）
- 除夜祭（12月31日）

## 交通
- 阪神・阪急・神鉄　新開地駅より南へ400m（徒歩約7分）
- JR神戸線　神戸駅より西へ500m（徒歩約10分）
- 神戸市バス　神戸駅からの85系統（分岐路線があるので注意。七宮町経由須磨水族園方面行き）、新開地駅・長田駅_(神戸市営地下鉄)からの3系統（循環運転のため、方向に注意）で七宮町バス停より北へ100m（徒歩約2分）

## ご朱印
- 9:00~18:00
  - 不在の場合もあるので、朱印帳持参の場合は、前もって神社へ電話すること